# Monte Horebe
Monte Horebe là một đô thị thuộc bang Paraíba, Brasil. Đô thị này có diện tích 116,172 km², dân số năm 2007 là 4156 người, mật độ 35,8 người/km².